# Szoboszlay Kornél
Vitéz baracskai Szoboszlay Kornél József (Szászvár, 1892. január 23. – Sopron, 1932. július 1.) bányamérnök, egyetemi tanár, a magyar bányaműveléstan kiemelkedő alakja.

## Életpálya
Szoboszlay József (1857–1907) kereskedő és Mach Mária fiaként született. A Ciszterci Rend Pécsi Római Katolikus Főgimnáziumában érettségizett (1910). 1910 és 1914 között a Selmecbányai Magyar Királyi Bányászati és Erdészeti Főiskola bányamérnöki szakán tanult.
Pályáját a Salgótarjáni Kőszénbánya Rt. petrozsényi üzemében kezdte, ám az első világháború kitörésekor besorozták a komáromi tüzérezredhez. A szerb, majd az olasz fronton szolgált, 33 hónapig harcolt, többek között Doberdónál. Hősiességéért számos kitüntetést kapott, köztük a kardokkal ékesített bronz érdemérmet, az I. és II. osztályú ezüst vitézségi érmeket, és a Károly-csapatkeresztet.
A háború után visszatért Petrozsénybe, ahol jelentős szerepet vállalt vízvédelmi és mélyművelési munkákban. 1920-tól a pécsszabolcsi szénbányákban dolgozott az Első Duna-Gőzhajózási Társaság szolgálatában, ahol a mélyművelésű Szent István-akna megépítését irányította. 1924-től a budapesti Frölich és Klüpfel mélyépítő vállalat műszaki igazgatójaként több jelentős aknamélyítési munkát vezetett az ország különböző pontjain: Egercsehi, Tokod, Dorog, Zagyvapálfalva, Nagymányok. Kiemelkedő műszaki munkát végzett a fűzfői lőporgyár földalatti létesítményeinek robbanásbiztos kialakításában is. Mindezekkel párhuzamosan szakcikkekkel, tanulmányokkal is gazdagította a magyar bányászati szakirodalmat.
1926-ban a selmecbányai főiskola tanácsa rendkívüli tanárrá javasolta, és még ugyanabban az évben meg is kapta a kinevezést a bányaműveléstani tanszék élére. 1928-ban rendes tanárrá léptették elő. Oktatási tevékenységét nagy elhivatottsággal végezte, részt vett az oktatási reformok kidolgozásában, gyakorlati oktatási eszközöket szerzett be, mintatárót létesített, és jelentősen bővítette a tanszék gyűjteményeit. Tudományos munkássága kiterjedt a bányaműveléstan rendszerezésére is, amelyhez háromkötetes tankönyvet tervezett – sajnos csak az első kötet kéziratát tudta befejezni. Szakcikkei olyan témákat öleltek fel, mint a mélyfúrás szerepe a víznyerésben vagy a beton és vasbeton alkalmazása a bányászati mélyépítésben.
1932-ben egy gégét megtámadó kór betegítette meg, és július 1-jén meghalt. A soproni új Szent Mihály-temetőben helyezték örök nyugalomra.

### Családja
1917. október 21-én Budapesten házasságot kötött György Máriával (1895–1981), aknaszlatinai György Albert lányával. Három fiuk, Szoboszlay József korán meghalt, Szoboszlai Aladár erdőmérnők 1956-ba emigrált Svájcba, majd utána Amerikába távozott és dolgozott, ott is halt meg, Szoboszlay Zoltán katonai pályára adták, második világháború után életét megnehezítette a komunista rendszer, és egy lányuk Szoboszlay Judit Mária született aki tanító lett Sopronba, munkáját nagyon szerette. 